# Inkwizycja w Europie północnej
Kraje skandynawskie oraz Wyspy Brytyjskie były regionami w zasadzie wolnymi od obecności papieskiej inkwizycji, tj. instytucji kościelnej powołanej do walki z herezjami. Nieobecność w tych krajach masowych ruchów heretyckich w średniowieczu powodowała, że nie było potrzeby jej wprowadzania. Nie oznacza to jednak, że w krajach tych nie znano i nie stosowano kościelnego ustawodawstwa antyheretyckiego. Na Wyspach Brytyjskich procesy przeciwko heretykom aż do czasów reformacji prowadziły głównie sądy biskupie, niemniej znanych jest także kilku papieskich inkwizytorów mianowanych na terenie Szkocji, Irlandii i Skandynawii w XV i XVI stuleciu.

## Wyspy Brytyjskie

### Anglia
Anglia w XII i XIII wieku może być uznawana za kraj wolny od herezji. Silna administracja zarówno państwowa jak i kościelna zapobiegała przenikaniu heretyków z kontynentu. Kiedy w 1166 około trzydziestu katarów przybyło z Niderlandów na wyspę, zostali szybko wyłapani, potępieni przez synod w Oksfordzie i wygnani. W 1222 spalono w Oksfordzie diakona, który z miłości do żydowskiej kobiety przeszedł na judaizm. Pierwsi franciszkanie, którzy przybyli do Anglii w 1224, zostali aresztowani w Dover i zwolnieni, dopiero gdy udowodnili swoją ortodoksję. W tym stanie rzeczy wprowadzenie papieskiej inkwizycji do Anglii było zbędne. Co więcej, angielski wymiar sprawiedliwości, odmiennie niż kontynentalny, nigdy nie zaadaptował procedury inkwizycyjnej, toteż papieska inkwizycja była tam postrzegana jako instytucja nie dająca się pogodzić z angielskim systemem prawnym.
W 1308 w związku z procesem templariuszy papież Klemens V wysłał do Anglii dwóch swoich komisarzy celem przeprowadzenia śledztwa. Zostali nimi kanonik z Narbonne Sicard de Lavaur oraz benedyktyński opat Lagny-sur-Marne Deodatus. Przesłuchania około 150 rycerzy trwały do 1311 roku i nie dostarczyły dowodów wystarczających do skazania templariuszy. W toku procesu papiescy komisarze zażądali od króla Edwarda II zgody na zastosowanie tortur, co było zabronione przez angielskie prawo, jednak pomimo przychylnej odpowiedzi króla nie doprowadziło to do uzyskania satysfakcjonujących zeznań.

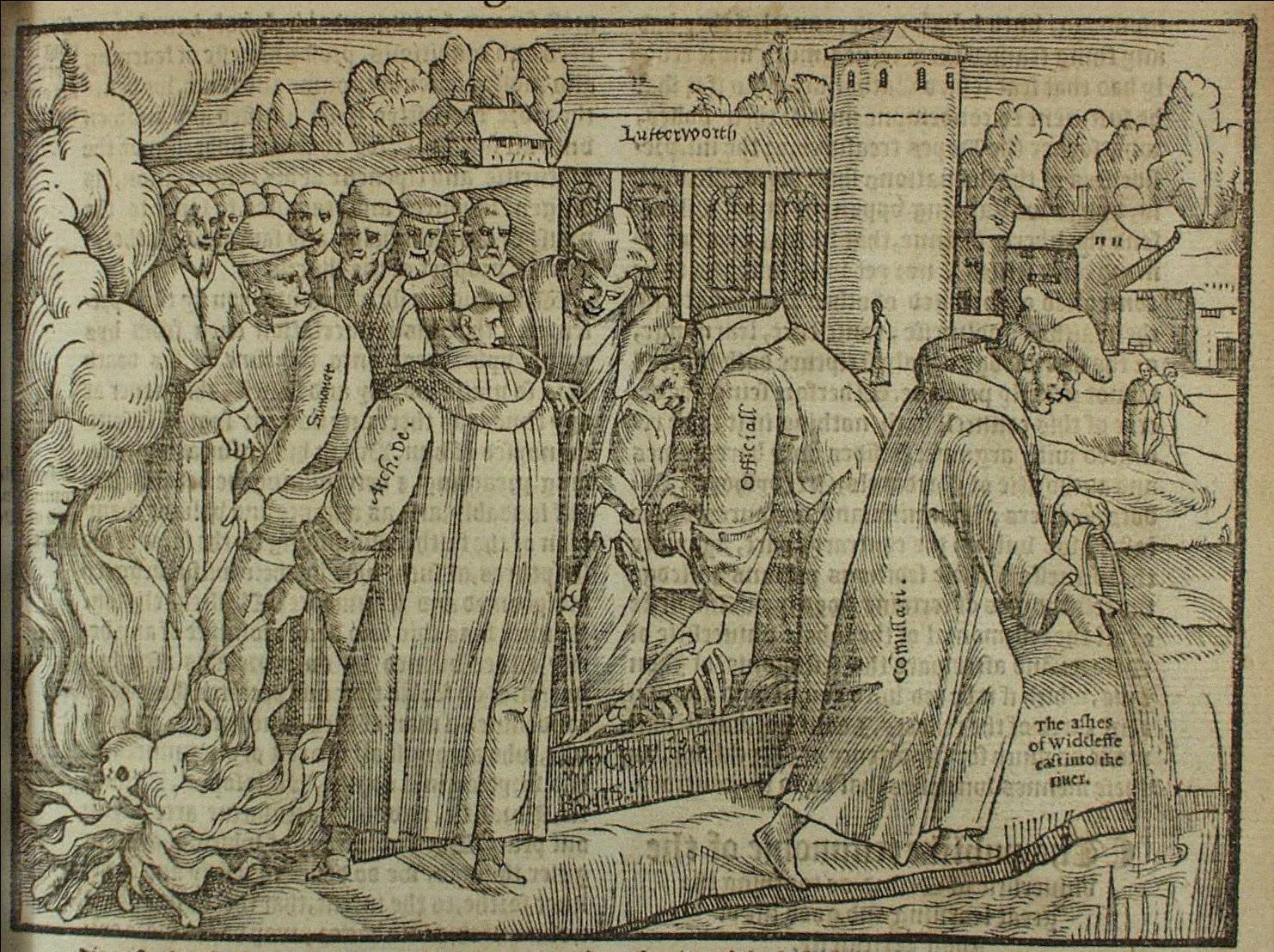
Spalenie kości Jana Wiklefa

Wystąpienie Jana Wiklefa (1329–1384) w drugiej połowie XIV wieku stanowiło pierwsze poważniejsze wyzwanie doktrynalne dla angielskiego Kościoła. Sam Wiklef był oksfordzkim profesorem i raczej nie zamierzał tworzyć masowego ruchu heretyckiego, ale jego przepełnione antyklerykalizmem idee trafiły w społeczeństwie angielskim na dość podatny grunt i przyciągały do niego zwolenników, zwanych lollardami. Wiklefizm został po raz pierwszy potępiony w 1382, głównie z powodu nieortodoksyjnych tez dotyczących realnej obecności Chrystusa w eucharystii. Uchwalony w tym roku statut nakazywał szeryfom aresztowanie wędrownych kaznodziei wiklefickich. W 1401 parlament angielski uchwalił statut De haeretico comburendo, oficjalnie ustanawiający karę śmierci przez spalenie na stosie dla zatwardziałych heretyków. Pierwsze egzekucje odbyły się już w 1401 i 1410. Bunt wywołany przez lollardzkiego rycerza sir Johna Oldcastle'a w 1413 spowodował dalsze zaostrzenie antyheretyckiego ustawodawstwa. Kolejny statut z 1414 zobowiązywał władze lokalne do aktywnego wspierania działalności sądów biskupich przeciw heretykom.
Statuty z lat 1382–1414 dały angielskim biskupim prawne narzędzia do zwalczania herezji zbliżone do tych, jakimi dysponowali papiescy inkwizytorzy na kontynencie. Między 1414 a 1522 w Anglii odbyło się co najmniej 545 procesów przeciwko lollardom, z czego 33 zakończyły się egzekucjami. Większość tych procesów miała miejsce już za panowanie króla Henryka VIII (1509–1547). W 1428 ekshumowano i spalono szczątki Wiklefa.
W latach 20. XVI wieku do Anglii zaczęły przenikać idee Marcina Lutra i innych reformatorów religijnych. Angielscy biskupi, z pełną aprobatą króla Henryka VIII, prześladowali zwolenników reformacji jako heretyków. Protestanccy autorzy odnotowali dziesięciu heretyków spalonych przez angielskie sądy biskupie na początku lat 30. XVI wieku, przed zerwaniem z papiestwem przez Henryka VIII w 1534.
Po roku 1534 prześladowania różnych grup wyznaniowych w Anglii trwały z różnym natężeniem do drugiej połowy XVII wieku, przy czym szczególnie intensywne były w okresie krótkotrwałej rekatolicyzacji kraju za panowania królowej Marii Tudor (1553–1558), jednak nie należą one już do dziejów średniowiecznej inkwizycji.

### Szkocja
Szkocja była jedynym krajem na Wyspach Brytyjskich, w którym papieska inkwizycja zaistniała poza procesem templariuszy w 1309/10. Prawdopodobnie została ustanowiona na początku XV wieku w związku z szerzeniem się herezji wiklefickiej. Pierwsza wzmianka o niej pochodzi z około 1408, gdy opat kanoników regularnych św. Augustyna w Scone, Lawrence Lindores, przewodniczył jako papieski inkwizytor Szkocji procesowi wiklefity Jamesa Resby. Został on skazany na śmierć i spalony w Perth. Lawrence Lindores, późniejszy rektor uniwersytetu w St. Andrews, pozostał inkwizytorem aż do śmierci w 1437. W 1433 w Saint-Andrews skazał na śmierć Pawła Kravara, husytę z Czech, który przybył do Szkocji.
Następcą Lindoresa został George Newton (1437–1439), prepozyt kolegiaty w Bothwell, o którego działalności inkwizycyjnej jednak nic nie wiadomo. Ostatnim znanym inkwizytorem papieskim w Szkocji był Robert de Essy, teolog uniwersytetu w Glasgow (mianowany w 1439, zm. 1466). Odmiennie niż na kontynencie, żaden z tych inkwizytorów nie był dominikaninem ani franciszkaninem.
Działalność antyheretycka w Szkocji odżyła w okresie reformacji, ale tym razem była dziełem sądów biskupich, a nie papieskich inkwizytorów. Protestanckie martyrologia odnotowują dwudziestu jeden protestanckich męczenników spalonych w Szkocji przez sądy biskupie między 1528 a 1558.
W 1560 Szkocja przyjęła protestantyzm, co położyło kres działalności antyheretyckiej katolickich sądów biskupich.

### Irlandia
W Irlandii aż do XVI wieku nie było w ogóle papieskiej inkwizycji. Jedynie przesłuchania około 30 templariuszy w 1310 były prowadzone przez trzech papieskich komisarzy, ale ich mandat obejmował wyłącznie tę konkretną sprawę. Poza tym epizodem historia antyheretyckich działań w Irlandii jest bardzo skromna i w całości dotyczy sądów biskupich. W 1324 franciszkański biskup Ossory Richard de Ledrede oskarżył o heretycką magię szlachciankę lady Alice Kyteler i kilka innych osób z jej otoczenia. Choć sama lady Kyteler zdołała uciec, jej służąca Petronilla została spalona na stosie jako heretyczka i czarownica. Następnie do egzekucji heretyków w Irlandii doszło jeszcze w 1327 w Dublinie (jedna osoba) i w 1353 w diecezji Waterford (dwie osoby). W tym drugim przypadku wyrok wydał miejscowy biskup Roger Cradok, w tym pierwszym prawdopodobnie arcybiskup Dublina Alexander de Bicknor.
W 1536 w zakonie dominikańskim utworzona została nowa prowincja zakonna Hibernia (Irlandia), która dotychczas stanowiła część prowincji angielskiej. Jej pierwszy prowincjał, David Browne (1536–1550), został mianowany jednocześnie inkwizytorem Irlandii. W tym samym roku jednak irlandzki parlament ogłosił króla Anglii Henryka VIII głową Kościoła w Irlandii, zrywając tym samym łączność ze Stolicą Apostolską. Choć katolicyzm w Irlandii okazał się znacznie silniejszy niż w Anglii, a struktury wielu zakonów (w tym dominikanów) przetrwały jeszcze długi czas, nie zaistniały w niej warunki do rozwoju działalności inkwizycyjnej i prześladowania heretyków. Wręcz przeciwnie, to raczej katolicy irlandzcy (zwłaszcza duchowni) stali się celem prześladowań ze strony okupacyjnych władz protestanckiej Anglii w XVI i zwłaszcza w XVII wieku.

## Skandynawia
W 1403 franciszkanin Klemens Ragnvaldsen z konwentu w Viborgu został mianowany przez papieża Bonifacego IX inkwizytorem na obszarze prowincji zakonnej Dacja, obejmującej całą Skandynawię. Niespełna dwie dekady później, w 1421 roku, papież Marcin V, chcąc zapobiec rozszerzaniu się herezji husyckiej na Skandynawię, mianował franciszkanina Nielsa Johansena z Odense inkwizytorem królestw Danii, Szwecji i Norwegii. Wreszcie w roku 1479 papież Sykstus IV mianował kolejnego franciszkanina, Knuta Jönssona ze Sztokholmu, inkwizytorem dla tych samych królestw. Pełnił on tę funkcję aż do śmierci w 1496. Są to jedyne znane przypadki mianowania papieskich inkwizytorów na terenie Skandynawii. Nic jednak nie wiadomo o faktycznej działalności inkwizytorskiej w tych krajach.